# Joventuts d'Esquerra Republicana-Estat Català

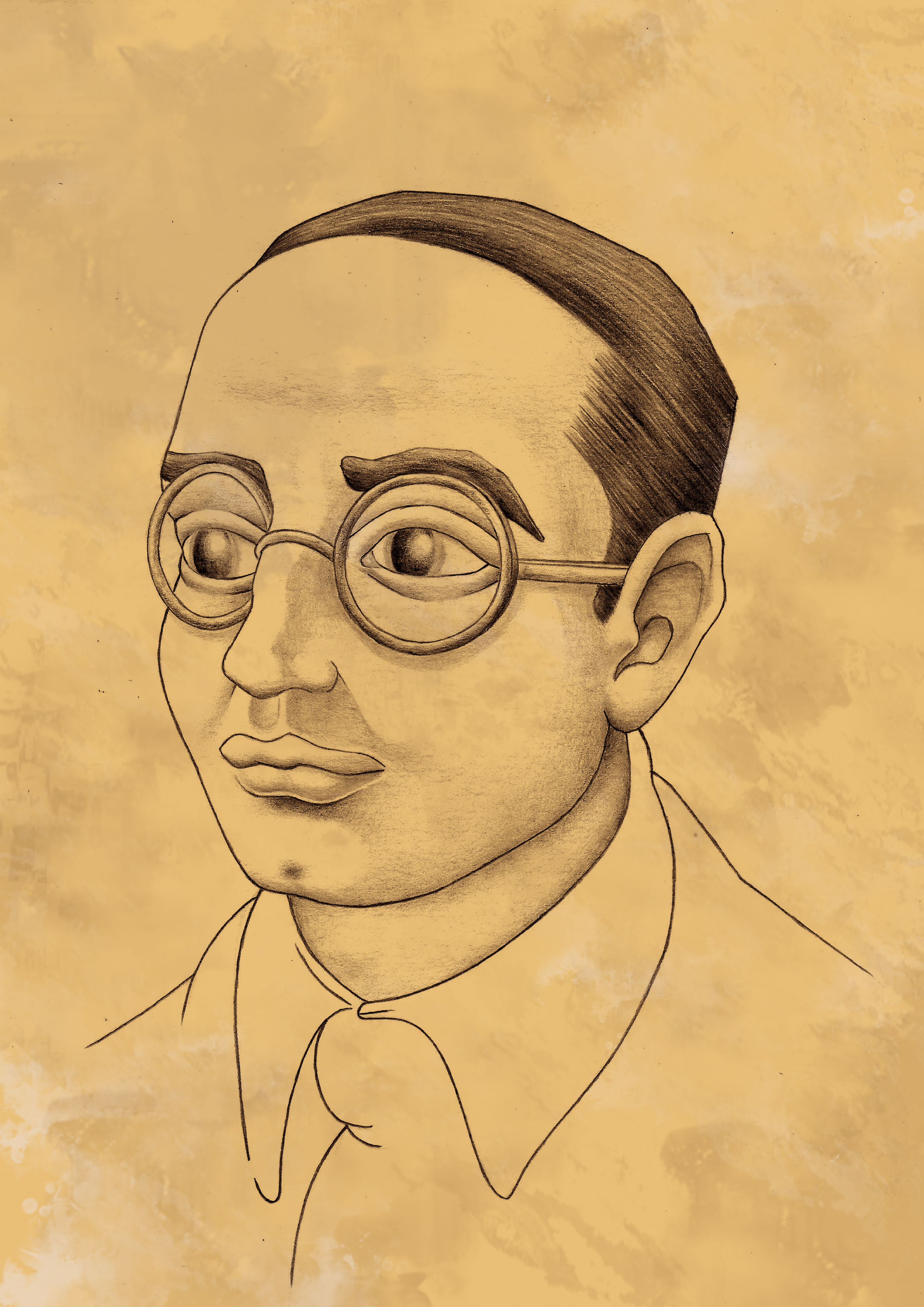
Josep Dencàs fue un líder destacado de la organización juvenil

Las Joventuts d'Esquerra Republicana-Estat Català —más conocidas por el acrónimo JEREC— fueron una organización política de Cataluña durante la Segunda República Española que operó como la rama juvenil de Esquerra Republicana de Catalunya.

## Historia
La creación de la rama juvenil de Esquerra se produjo hacia el verano de 1931 tras la configuración en marzo de 1931 de la propia Esquerra Republicana de Catalunya. Las JEREC tuvieron entre sus líderes a Josep Dencàs y Miquel Badia.
Los activistas de la organización —los «grupos de choque»— que se dieron a sí mismos el nombre de escamots, vestían camisas de color verde olivay estuvieron involucrados en actos de violencia política, especialmente contra los anarcosindicalistas de la CNT, que los tacharon de «fascistas catalanes»; de acuerdo a Xosé Manoel Núñez Seixas, la organización planteó una «deriva fascista» en cuanto a su paramilitarización y jerarquización. La percepción de las JEREC por los anarcosindicalistas como una suerte de organización o estructura fascista fue compartida en diversos grados por autores como E. Allison Peers, Gerald Brenan y Salvador de Madariaga, aunque, a pesar de ciertos contactos del catalanismo radical y similitudes estéticas y organizativas, el carácter sensu stricto fascista de las JEREC no ha llegado a ser probado documentalmente de manera conclusiva. Miembros del semanario y grupo fundador de ERC L'Opinió también denunciaron en 1933 una presunta «fascistización» de la organización.
El 22 de octubre de 1933, dos meses antes del fallecimiento de Francesc Macià, las JEREC hicieron una demostración de fuerza mediante un desfile de sus militantes. «Era un acto de afirmación calculado, que tuvo consecuencias inesperadas. Las fotos de las huestes uniformadas (con camisas de un color entre caqui y verde oliva) fijaron para siempre la imagen del "fascismo catalán". Tan duramente se talló tal percepción, que hasta se indignaron en sus memorias los jonsistas o [los] falangistas… La realidad es que nunca hubo un fascismo catalán».
El importante protagonismo que asumieron las JEREC durante 1934 en el conflicto con el gobierno central contribuyó tras el fracaso de la insurrección de Cataluña a su pérdida de reputación en el ámbito político. En mayo de 1936 la organización experimentó una fuga de miembros al nuevo grupo juvenil Joventut d'Estat Català, y posteriormente, muy reducida en importancia, se unió en 1937 con otras organizaciones políticas de acción catalanas en el llamado Front de la Joventut.
Su importancia en la clandestinidad de la Cataluña posterior al fin de la Guerra Civil se tornó en insignificante en comparación a la del nuevo Front Nacional de Catalunya, aunque en 1945 hubo un intento, calificado por Enric Ucelay-Da Cal como «testimonial», de reflotar las siglas.